# Vojtěch Mrázek
Vojtěch Mrázek (14. září 1864 Praha – 31. ledna 1925 tamtéž) byl český lékař, balneolog, odborný autor a překladatel z němčiny a francouzštiny, posléze lázeňský lékař Lázní Letiny. Stal se absolventem prvního ročníku nově zřízené české lékařské fakulty. Jeho dcerou byla divadelní herečka Míla Mellanová.

## Život

### Mládí a praxe
Narodil se v Praze do rodiny Jana a Marie Mrázkových. Po absolvování obecné a střední školy nastoupil roku 1883 ke studiu na nově zřízené české katedře Lékařské fakulty Karlo-Ferdinandovy univerzity v Praze a absolvoval ji tak jako jeden z prvních lékařů s výukou v češtině. Po promoci začal v Praze působit jako praktický lékař, posléze se zaměřující na lázeňství.
Přijal místo ředitele Lázní Letiny, kde působil také jako lázeňský lékař. Věnoval se rovněž překladům odborné literatury. Cestoval také po Evropě a severní Africe, z těchto cest vydal několik cestopisů.

### Dílo
- Kefir (1901) – mléčné víno z kavkazských hor[5]
- O léčbě mořem (1902)[6]
- Stručný nárys tatranské turistiky a státních lázní na Slovensku (1920)[7]
- Umění žíti a léčiti (1922) – lékařský rádce zdravých i nemocných[8][9]

### Úmrtí
Vojtěch Mrázek zemřel 31. ledna 1925 v Praze ve věku 60 let. Pohřben byl v rozsáhlé rodinné hrobce a čestném místě na Vyšehradském hřbitově.
V Lázních Letinách byla odhalena jeho pamětní deska.

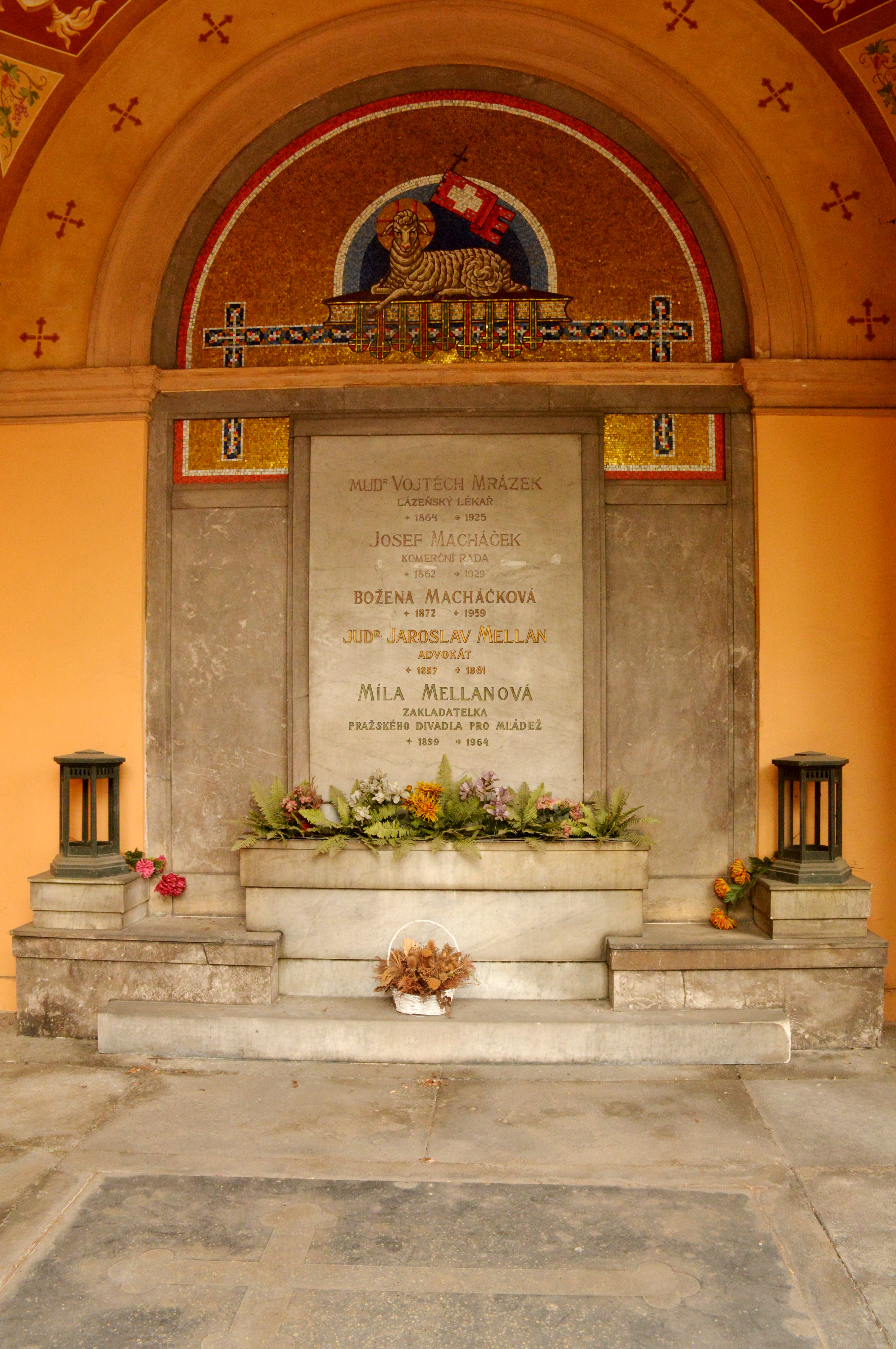
Hrobka na Vyšehradském hřbitově v Praze